# Chaussy (Val-d'Oise)
Chaussy és un municipi francès, situat al departament de Val-d'Oise i a la regió d'Illa de França. L'any 2007 tenia 650 habitants.
Forma part del cantó de Vauréal, del districte de Pontoise i de la Comunitat de comunes Vexin-Val de Seine.

## Demografia

### Població
El 2007 la població de fet de Chaussy era de 650 persones. Hi havia 237 famílies, de les quals 52 eren unipersonals (24 homes vivint sols i 28 dones vivint soles), 64 parelles sense fills, 105 parelles amb fills i 16 famílies monoparentals amb fills.
La població ha evolucionat segons el següent gràfic:
Habitants censats

### Habitatges
El 2007 hi havia 314 habitatges, 242 eren l'habitatge principal de la família, 48 eren segones residències i 24 estaven desocupats. 284 eren cases i 28 eren apartaments. Dels 242 habitatges principals, 173 estaven ocupats pels seus propietaris, 51 estaven llogats i ocupats pels llogaters i 18 estaven cedits a títol gratuït; 8 tenien una cambra, 9 en tenien dues, 40 en tenien tres, 61 en tenien quatre i 124 en tenien cinc o més. 169 habitatges disposaven pel capbaix d'una plaça de pàrquing. A 105 habitatges hi havia un automòbil i a 119 n'hi havia dos o més.

### Piràmide de població
La piràmide de població per edats i sexe el 2009 era:
| Homes | Edats   | Dones |
| ----- | ------- | ----- |
| 0     | 95 o +  | 4     |
| 0     | 90 a 94 | 0     |
| 4     | 85 a 89 | 4     |
| 0     | 80 a 84 | 4     |
| 12    | 75 a 79 | 8     |
| 4     | 70 a 74 | 16    |
| 12    | 65 a 69 | 8     |
| 0     | 60 a 64 | 4     |
| 12    | 55 a 59 | 12    |
| 24    | 50 a 54 | 20    |
| 28    | 45 a 49 | 20    |
| 16    | 40 a 44 | 16    |
| 48    | 35 a 39 | 20    |
| 20    | 30 a 34 | 20    |
| 28    | 25 a 29 | 32    |
| 8     | 20 a 24 | 8     |
| 16    | 15 a 19 | 24    |
| 32    | 10 a 14 | 12    |
| 36    | 5 a 9   | 24    |
| 16    | 0 a 4   | 28    |

## Economia
El 2007 la població en edat de treballar era de 424 persones, 329 eren actives i 95 eren inactives. De les 329 persones actives 303 estaven ocupades (170 homes i 133 dones) i 26 estaven aturades (13 homes i 13 dones). De les 95 persones inactives 23 estaven jubilades, 40 estaven estudiant i 32 estaven classificades com a «altres inactius».

### Ingressos
El 2009 a Chaussy hi havia 232 unitats fiscals que integraven 614 persones, la mediana anual d'ingressos fiscals per persona era de 21.320 €.

### Activitats econòmiques
Dels 17 establiments que hi havia el 2007, 6 eren d'empreses de comerç i reparació d'automòbils, 1 d'una empresa de transport, 3 d'empreses d'hostatgeria i restauració, 1 d'una empresa d'informació i comunicació, 1 d'una empresa financera, 1 d'una empresa immobiliària, 2 d'empreses de serveis i 2 d'entitats de l'administració pública.
Dels 3 establiments de servei als particulars que hi havia el 2009, 1 era una gendarmeria i 2 restaurants.
L'any 2000 a Chaussy hi havia 8 explotacions agrícoles que ocupaven un total de 1.120 hectàrees.

## Equipaments sanitaris i escolars
El 2009 hi havia una escola elemental.

## Poblacions més properes
El següent diagrama mostra les poblacions més properes.